# Truxtun-Klasse (1901)
Truxtun-Klasse war ein Klasse von drei Torpedobootszerstörern der United States Navy, die von 1902 bis 1919 in Dienst stand.

## Geschichte
Die Boote Klasse bildeten die zweite Zerstörerklasse der United States Navy. Der Bau der ursprünglich als Torpedobootzerstörer bezeichneten Einheiten der Truxtun-Klasse wurde zusammen mit dem Bau der Zerstörer der Bainbridge-Klasse 1898 vom US-Kongress genehmigt. Bauwerft war die Maryland Steel Company. 1902 wurden die Zerstörer in Dienst gestellt.
Die Zerstörer wurden im Ersten Weltkrieg als Geleitschutz eingesetzt. Nach dem Krieg wurden sie 1919 außer Dienst gestellt und 1920 an Joseph G. Hitner  verkauft, der die USS Truxtun und USS Worden zu Handelsschiffen umbaute. Die USS Whipple wurde verschrottet.

## Einheiten
| Kennung                       | Name    | Bauwerft                               | Kiellegung        | Stapellauf      | Indienststellung   | Außerdienststellung |
| ----------------------------- | ------- | -------------------------------------- | ----------------- | --------------- | ------------------ | ------------------- |
| Torpedo Boat Destroyer No. 14 | Truxtun | Maryland Steel Company, Sparrows Point | 13. November 1899 | 15. August 1901 | 11. September 1902 | 18. Juli 1919       |
| Torpedo Boat Destroyer No. 15 | Whipple | Maryland Steel Company, Sparrows Point | 13. November 1899 | 15. August 1901 | 21. Oktober 1902   | 7. Juli 1919        |
| Torpedo Boat Destroyer No. 16 | Worden  | Maryland Steel Company, Sparrows Point | 13. November 1899 | 15. August 1901 | 31. Dezember 1902  | 13. Juli 1919       |